# Jacques Lemercier
Jacques Lemercier, właśc.Le Mercier (ur. 1585 w Pontoise, zm. 4 czerwca 1654 w Paryżu) – francuski architekt, rzeźbiarz i rytownik.

## Życiorys
Był synem Nicolasa Le Merciera (1541–1637), francuskiego architekta.
Był autorem:
- planu rozbudowy Luwru
- projektu gmachów Sorbony
- projektu wielkich schodów w Rezydencji królewskiej w Fontainebleau.